# Miller's Cove
Miller's Cove è una città degli Stati Uniti d'America, situata nello Stato del Texas, nella Contea di Titus.